# نراد هیمالیای غربی
نراد هیمالیای غربی (نام علمی: Abies pindrow) نام یک گونه از سرده نراد است.